# Chaunax nebulosus
Chaunax nebulosus, tên thông thường là cá nóc hòm đốm mắt, là một loài cá biển thuộc chi Chaunax trong họ Chaunacidae. Loài này được mô tả lần đầu tiên vào năm 2013.

## Danh pháp khoa học
Danh pháp khoa học của loài cá này, nebulosus, bắt nguồn từ nebula trong tiếng Latinh có nghĩa là "phủ đầy mây", ám chỉ các mảng màu lục xám trên lưng cùng với 5 đốm đen.

## Phân bố và môi trường sống
C. nebulosus có phạm vi phân bố ở vùng biển Đông Nam Ấn Độ Dương. Loài này được biết đến ở ngoài khơi Tây Bắc Úc (nằm khoảng giữa vĩ độ 18°N và 32°N). Chúng sống xung quanh các rạn san hô dọc theo sườn dốc ngầm ở độ sâu khoảng từ 218 đến 380 m.

## Mô tả
Chiều dài tối đa được ghi nhận ở C. nebulosus có kích thước khoảng 21,2 cm. Màu sắc khi các mẫu vật còn sống: Cơ thể có màu đỏ hồng (vùng bụng nhạt màu hơn) phủ dày đặc các đốm màu lục xám với đủ kích thước. Hai bên thân là những mảng đốm lớn màu đỏ xám. Có 5 vệt đốm trên cơ thể. Có những đốm nhỏ màu vàng rải rác ở mặt trên của vây ngực. Mắt màu vàng hồng với con ngươi màu xanh thẫm. Màu sắc của các mẫu vật đã được ngâm rượu: Màu trắng kem hoặc trắng hồng với nhiểu mảng đốm xám.
Số gai ở vây lưng: 3; Số tia vây mềm ở vây lưng: 11 – 12; Số gai ở vây hậu môn: 0; Số tia vây mềm ở vây hậu môn: 7; Số tia vây mềm ở vây ngực: 13 – 14; Số tia vây mềm ở vây đuôi: 9.